# Neomunkia sydowii
Neomunkia sydowii är en svampart som beskrevs av Petr. 1947. Neomunkia sydowii ingår i släktet Neomunkia, ordningen köttkärnsvampar, klassen Sordariomycetes, divisionen sporsäcksvampar och riket svampar.   Inga underarter finns listade i Catalogue of Life.